# Garcinia prainiana
Garcinia prainiana är en tvåhjärtbladig växtart som beskrevs av George King. Garcinia prainiana ingår i släktet Garcinia och familjen Clusiaceae. Inga underarter finns listade i Catalogue of Life.

## Bildgalleri

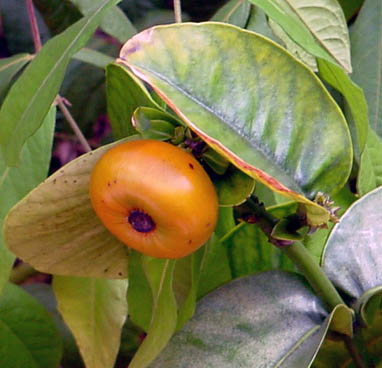